# Ямбару
26°41′17″ пн. ш. 128°13′44″ сх. д. / 26.688° пн. ш. 128.229° сх. д.
Ямбару (яп. 山原) — лісиста північна частина острова Окінава на півдні Японії, що включає села Хігаші, Куніґамі й Оґімі. В Ямбару збереглися деякі з останніх в Азії великих ділянок субтропічного лісу з багатьма ендемічними видами флори та фауни. Під час Битви за Окінаву 1945 року багато жителів південних областей втікали в цей район у пошуках порятунку. 2016 року створено національний парк Ямбару, запропонований для включення в Список світової спадщини ЮНЕСКО.
Нині в Ямбару розташований тренувальний полігон Корпусу морської піхоти США, що займає територію площею 7,5 тисяч гектарів. Станом на 2010 рік тут налічувалося 22 вертолітні майданчики і планувалося будівництво ще семи в двох найбільш збережених районах. Проблема розташування вертолітних майданчиків затримала визнання області національним парком.
За даними Всесвітнього фонду дикої природи (WWF), Ямбару є місцем проживання більше 4000 видів, 11 видів тварин і 12 видів рослин, властивих тільки цій області. Багатьом з них загрожує зникнення і їх занесено в Червону книгу Міжнародного союзу охорони природи, 188 видів — до Червоної книги Окінави і 177 — до Червоної книги Міністерства довкілля Японії. Серед них нелітаючий окінавський пастушок, окінавський дятел, рюкюська зорянка, слуква японська, черепаха японська, тритон Андерсона, потайна жаба, кинжальна жаба, жаба Limnonectes namiyei, пацюк рюкюський, окінавська миша, що є вимирають або перебувають на межі зникнення. Зокрема, окінавський дятел перебуває під загрозою через низьковисотні польоти американської військової авіації з баз морської піхоти, зокрема конвертоплана Bell V-22 Osprey, та будівництво в лісах нових вертолітних майданчиків.
1999 року відкрито Центр охорони дикої природи Ямбару з метою популяризації, поглиблення розуміння та інтересу до природи і тваринного світу Ямбару, а також просування проєктів, наукових досліджень і досліджень щодо збереження місцевого цінного природного середовища, флори і фауни. 2010 року центр знову відкрито після реконструкції під назвою «Музей природи Уфугі» (яп. やんばる野生生物保護センター(ウフギー自然館)), що окінавською мовою означає «Велике дерево».